# Stary Kair

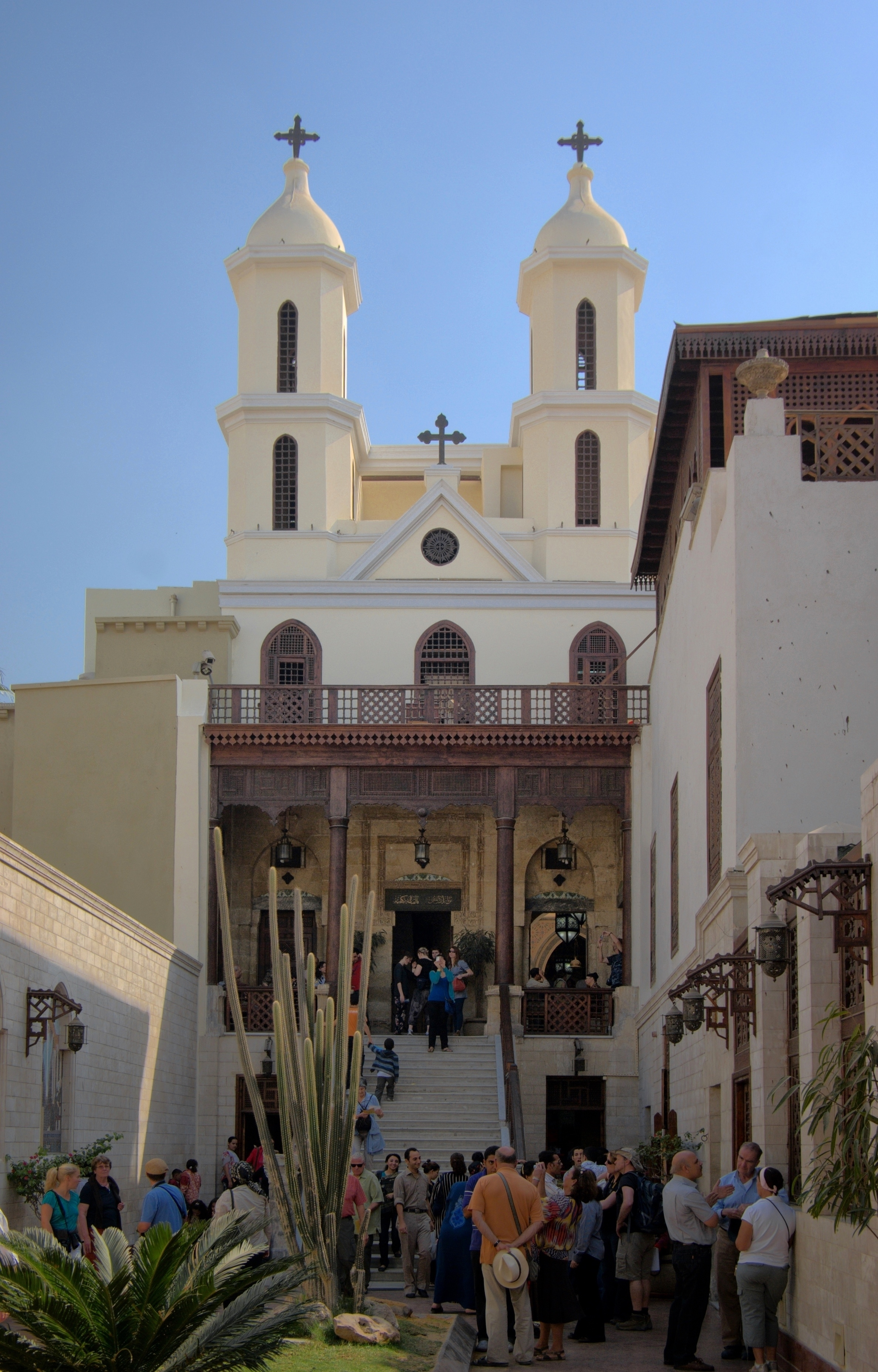
Kościół „Zawieszony”

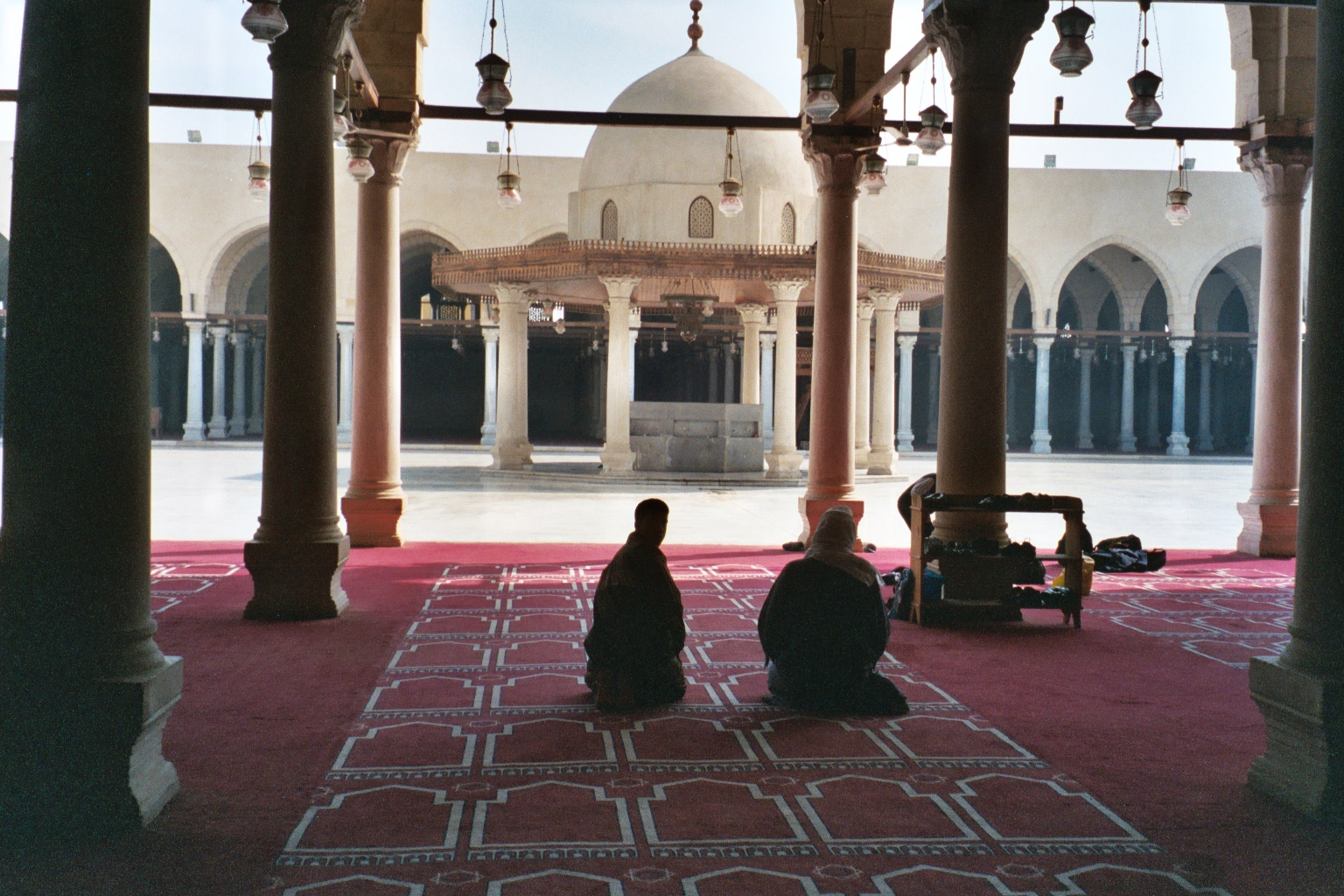
Wnętrze meczetu Amra Ibn al-Asa

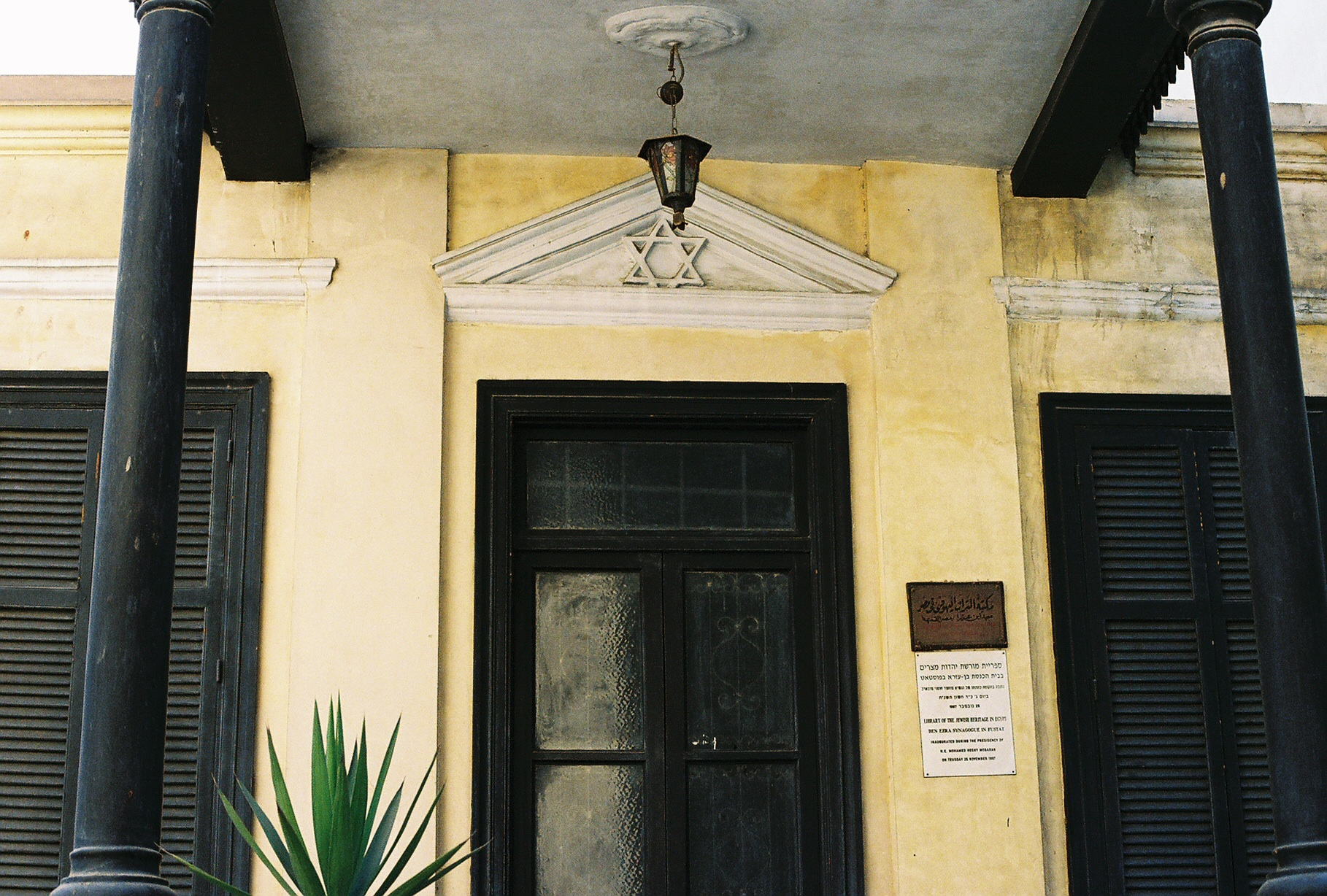
Wejście do Synagogi Ben Ezry

Stary Kair (ar. مصر القديمة = Misr al-Kadima) – dzielnica Kairu w Egipcie, najstarsza część miasta, obejmująca m.in. szereg zabytków koptyjskich, łączych historycznie starożytny Egipt faraonów z cywilizacją islamską. Duża część dzielnicy nazywana jest z tego względu Kairem koptyjskim. Wielka niegdyś kairska społeczność żydowska to teraz grupa ok. 100 osób w podeszłym wieku, zamieszkująca tę dzielnicę.

## Zabytki koptyjskie
Na terenie Starego Kairu znajdują się pozostałości fortecy Babilon, w której według tradycji schroniła się Święta Rodzina. Twierdza ta była kolebką egipskiego chrześcijaństwa i do dziś jej rejon pozostaje miejscem zamieszkiwania kairskiej społeczności Koptów.
Do koptyjskich zabytków Starego Kairu zaliczają się ponadto między innymi:
- Kościół „Zawieszony” – jeden z najstarszych kościołów w Egipcie, datowany na koniec III wieku n.e.
- Kościół Najświętszej Dziewicy-Naczynie Wonnej Bazylii
- Klasztor św. Jerzego
- kościół św. Sergiusza

Na terenie dzielnicy działa także bogato wyposażone Muzeum Koptyjskie.

## Zabytki muzułmańskie
Do muzułmańskich zabytków Starego Kairu zalicza się meczet Amra Ibn al-Asa, będący najstarszym meczetem Egiptu (pierwotny budynek wzniesiono w 641 roku n.e.). W pobliżu meczetu zachowały się pozostałości pierwotnego miasta na obszarze dzisiejszego Kairu o nazwie Al-Fustat.

## Zabytki żydowskie
Do żydowskich zabytków należy Synagoga Ben Ezry w Kairze, unikatowy relikt starej żydowskiej społeczności Kairu. Tradycja żydowska i koptyjska stwierdza, że tutaj córka faraona znalazła małego Mojżesza w sitowiu, a Jeremiasz zgromadził ludzi ocalałych po zburzeniu Jeruzalem. Wyznania te twierdzą, że również tu udzielono schronienia Świętej Rodzinie uciekającej przed Herodem.